# Niphetogryllacris eximia
Niphetogryllacris eximia är en insektsart som först beskrevs av Karsch 1891.  Niphetogryllacris eximia ingår i släktet Niphetogryllacris och familjen Gryllacrididae. Inga underarter finns listade i Catalogue of Life.